# Rumble on the Rock
Rumble on the Rock（ランブル・オン・ザ・ロック、略称ROTR）は、アメリカ合衆国の総合格闘技団体。ハワイ州を拠点とし、BJ・ペンの兄弟であるJD・ペンが代表を務めるRumble World Entertainmentによって開催されている。キックボクシング団体「K-1」と提携していた。

## 概要
2002年12月28日に旗揚げ大会を開催。地元ハワイの選手を中心に試合が組まれている。試合場はオクタゴンのケージを使用し、膝をついている状態の相手への膝蹴りが認められていることが特徴である。
2003年10月10日、ROTR 4でニール・ブレイスデル・アリーナに進出し、世界ライト級王座決定戦でBJ・ペンと五味隆典が対戦し、チョークスリーパーで一本勝ちを収めたペンが初代ROTRライト級王者に認定された。
2006年1月20日、ROTR 8でウェルター級（-79.5kg）トーナメントを開催。岡見勇信、アンデウソン・シウバ、ジェイク・シールズ、カーロス・コンディット、フランク・トリッグらが出場した。4月21日の決勝戦で優勝したシールズが初代ROTRウェルター級王者に認定された。

## 階級・王座
| 階級         | 重量区分         | 王者               |
| ------------ | ---------------- | ------------------ |
| ウェルター級 | -175lbs: -79.5kg | ジェイク・シールズ |
| ライト級     | -155lbs: -70.3kg | BJ・ペン           |

## 開催履歴
| 大会名                                    | 開催年月日     | 会場                                           | 開催地           |
| ----------------------------------------- | -------------- | ---------------------------------------------- | ---------------- |
| BJ Penn Presents: Just Scrap              | 2010年8月7日   | ヒロ・シビック・アーディトリアム               | ハワイ州ヒロ     |
| Rumble on the Rock: Beatdown 10           | 2009年6月13日  | ヒロ・シビック・アーディトリアム               | ハワイ州 ヒロ    |
| Rumble on the Rock: Beatdown Tournament   | 2008年12月21日 | ペン・トレーニング&フィットネス・センター      | ハワイ州ヒロ     |
| Rumble on the Rock: Beatdown 9            | 2008年10月18日 | -                                              | ハワイ州ヒロ     |
| Rumble on the Rock: Beatdown 8            | 2008年8月9日   | -                                              | ハワイ州ヒロ     |
| Rumble on the Rock: Beatdown 7            | 2008年6月28日  | -                                              | ハワイ州ヒロ     |
| Rumble on the Rock: Beatdown 6            | 2008年2月16日  | -                                              | ハワイ州カイルア |
| Rumble on the Rock: Beatdown 5            | 2007年9月28日  | -                                              | ハワイ州ヒロ     |
| Rumble on the Rock: Just Scrap            | 2007年9月1日   | ヒロ・シビック・アーディトリアム               | ハワイ州 ヒロ    |
| Rumble on the Rock: Beatdown 4            | 2007年7月14日  | -                                              | ハワイ州ヒロ     |
| Rumble on the Rock: Beatdown 3            | 2007年5月5日   | アフォーク・チネン・シビック・アーディトリアム | ハワイ州ヒロ     |
| Rumble on the Rock: Beatdown 2            | 2006年10月21日 | アフォーク・チネン・シビック・アーディトリアム | ハワイ州 ヒロ    |
| Rumble on the Rock: Beatdown 1            | 2006年6月17日  | アフォーク・チネン・シビック・アーディトリアム | ハワイ州ヒロ     |
| Rumble on the Rock 9                      | 2006年4月21日  | ニール・ブレイスデル・アリーナ                 | ハワイ州ホノルル |
| Rumble on the Rock 8                      | 2006年1月20日  | ニール・ブレイスデル・アリーナ                 | ハワイ州ホノルル |
| Rumble on the Rock: Just Scrap            | 2005年11月5日  | エディス・カナカオエ・テニス・スタジアム       | ハワイ州ヒロ     |
| Rumble on the Rock: Showdown in Maui      | 2005年10月7日  | ラハイナ・シビック・センター                   | ハワイ州マウイ   |
| Rumble on the Rock: Qualifiers            | 2005年9月17日  | ニール・ブレイスデル・アリーナ                 | ハワイ州ホノルル |
| Rumble on the Rock: Proving Grounds 4     | 2005年7月9日   | ヒロ・シビック・センター                       | ハワイ州ヒロ     |
| Rumble on the Rock 7                      | 2005年5月7日   | ニール・ブレイスデル・アリーナ                 | ハワイ州ホノルル |
| Rumble on the Rock: Proving Grounds 3     | 2005年3月11日  | ドール・キャネリー・ボールルーム               | ハワイ州ホノルル |
| Rumble on the Rock 6                      | 2004年11月20日 | ニール・ブレイスデル・アリーナ                 | ハワイ州ホノルル |
| Rumble on the Rock: Proving Grounds 2     | 2004年9月18日  | コナ・ケクアオカラニ・ギムナジウム             | ハワイ州ヒロ     |
| Rumble on the Rock 5                      | 2004年5月7日   | ニール・ブレイスデル・アリーナ                 | ハワイ州ホノルル |
| Rumble on the Rock 4.5: Proving Grounds 1 | 2003年12月27日 | エディス・カナカオエ・テニス・スタジアム       | ハワイ州ヒロ     |
| Rumble on the Rock 4                      | 2003年10月10日 | ニール・ブレイスデル・アリーナ                 | ハワイ州ホノルル |
| Rumble on the Rock 3                      | 2003年8月9日   | アフォーク・チネン・シビック・アーディトリアム | ハワイ州ヒロ     |
| Rumble on the Rock 2                      | 2003年3月15日  | アフォーク・チネン・シビック・アーディトリアム | ハワイ州ヒロ     |
| Rumble on the Rock 1                      | 2002年12月28日 | エディス・カナカオエ・テニス・スタジアム       | ハワイ州ヒロ     |